# 플런더러
플런더러(일본어: プランダラ, Plunderer)는 미나즈키 스우가 쓰고 그린 일본 만화 시리즈이다. 2014년 12월부터 가도카와 쇼텐의 월간 소년 에이스 매거진에서 연재를 시작했다. 이 시리즈는 옌 프레스에서 라이선스를 받았다. Geek Toys가 각색한 애니메이션 TV 시리즈는 2020년 1월부터 6월까지 방영되었다.